# Warrensburg (Missouri)
Warrensburg è una città degli Stati Uniti d'America, capoluogo della Contea di Johnson, nello Stato del Missouri.
Fondata nel 1856 dal colono Martin Warren, si estende su un'area di 21 km² e, al censimento del 2000, la sua popolazione risultava di 16.340 abitanti.

## Educazione
Warrensburg è sede dell'Università del Missouri Centrale, fondata nel 1871.

## Il caso del "vecchio Drum"
Fu al Tribunale civile della Contea di Johnson, con sede proprio a Warrensburg, che l'avvocato George Graham Vest pronunciò la celebre orazione passata alla storia con il nome di Eulogy on the dog (o Tribute to the dog). Vest difese in giudizio un uomo, Charles Burden, il cui cane, Drum (meglio noto come "vecchio Drum"), era stato ucciso a fucilate dal dipendente di un vicino, Leonidas Hornsby, solo perché era entrato nella proprietà di quest'ultimo. Grazie alla toccante orazione di Vest, che sottolineò la fedeltà di ogni cane nei confronti del padrone, Burden fu risarcito per la perdita dell'amato Drum.
L'Eulogy on the dog divenne tanto famosa per tutti gli Stati Uniti, da essere riprodotta in numerosissime lapidi e monumenti dedicati alla fedeltà del cane. Un monumento, costituito dalla statua in bronzo di Drum e da una lapide bronzea riportante l'orazione di Vest, è situato all'esterno dell'edificio che ospita il moderno tribunale civile della Contea di Johnson, a Warrensburg.

## Galleria d'immagini

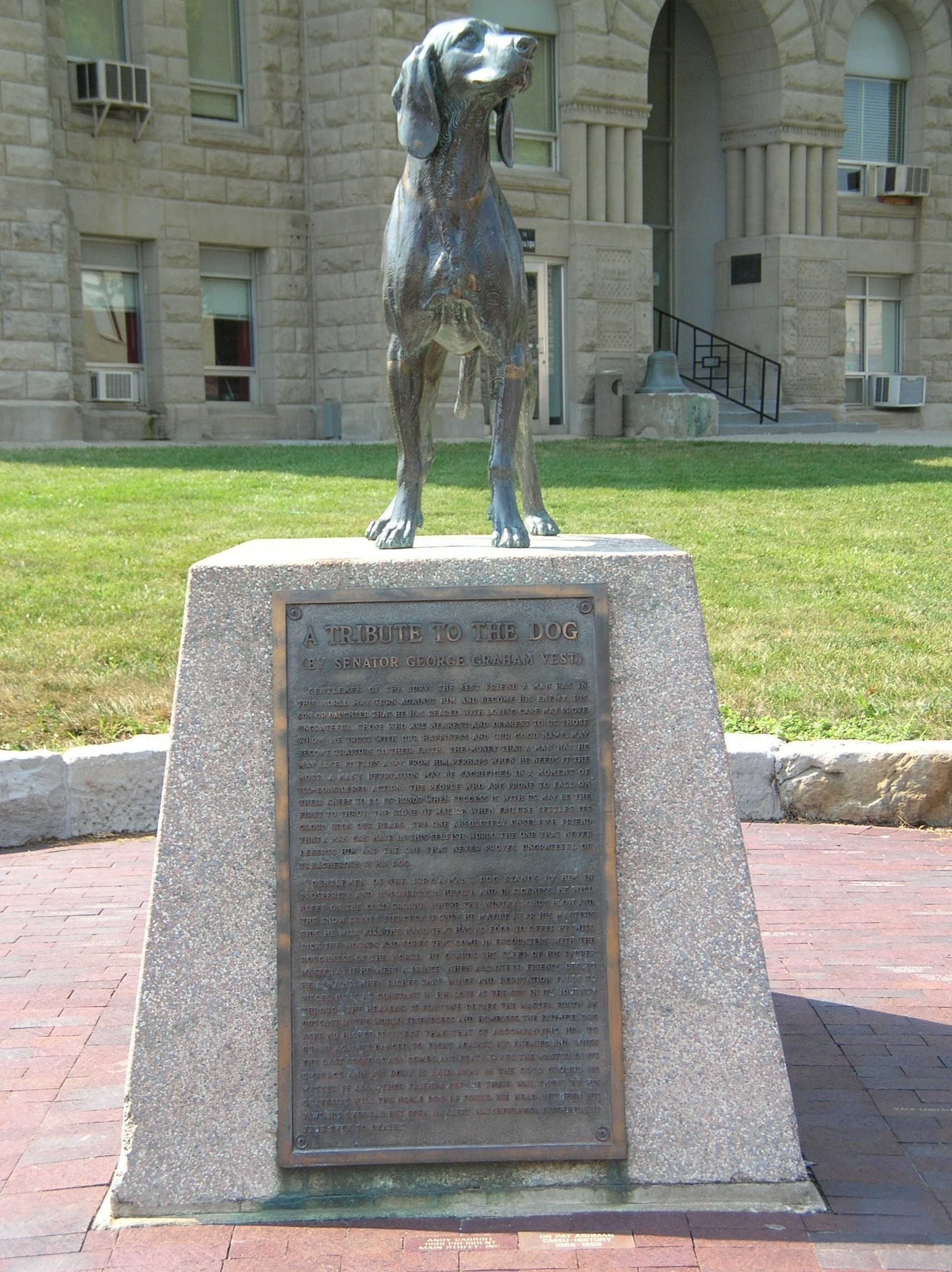
Il monumento al vecchio Drum, dinanzi alla sede del Tribunale della Contea di Johnson
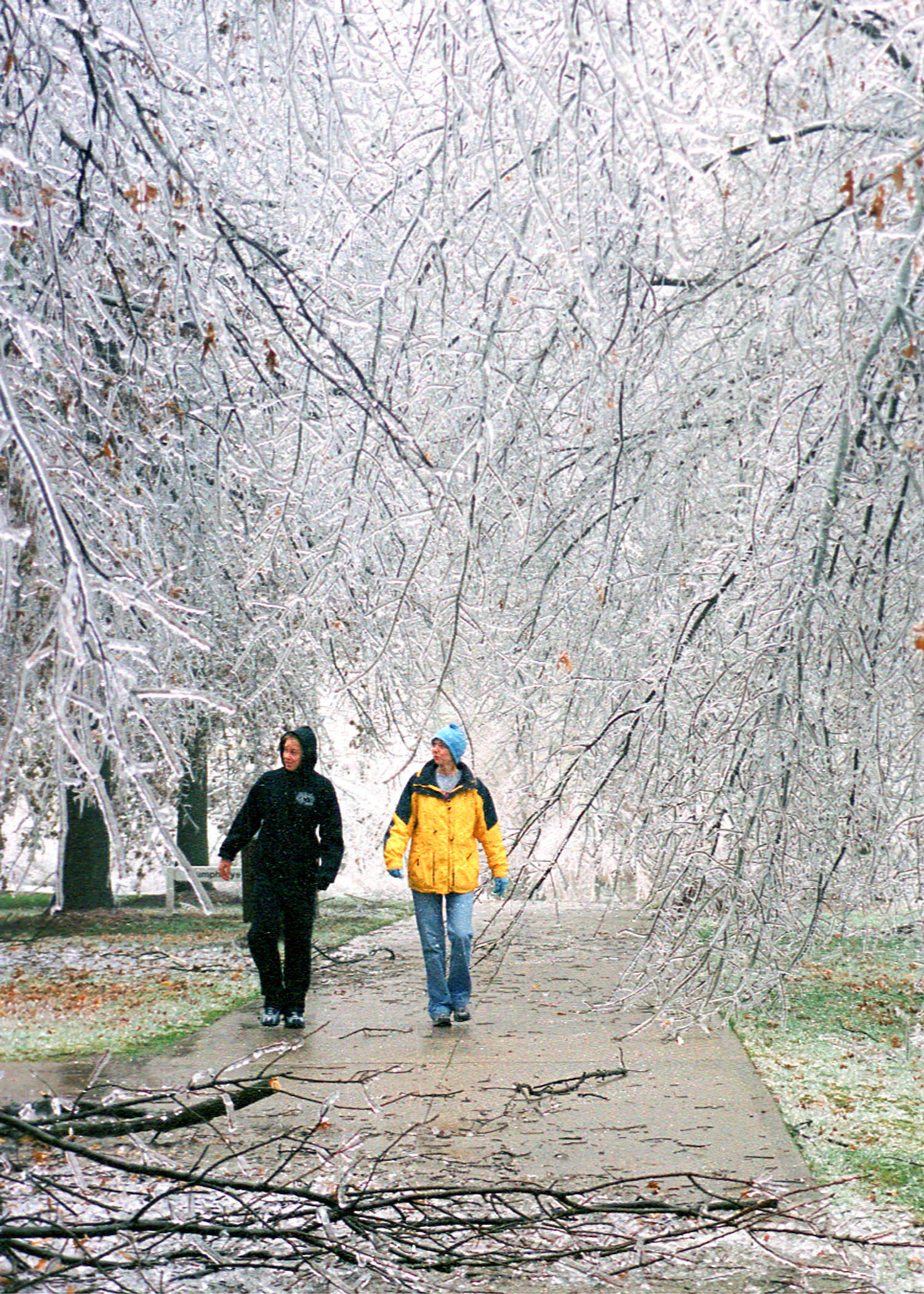
Parco cittadino in inverno